# Laudetur Jesus Christus

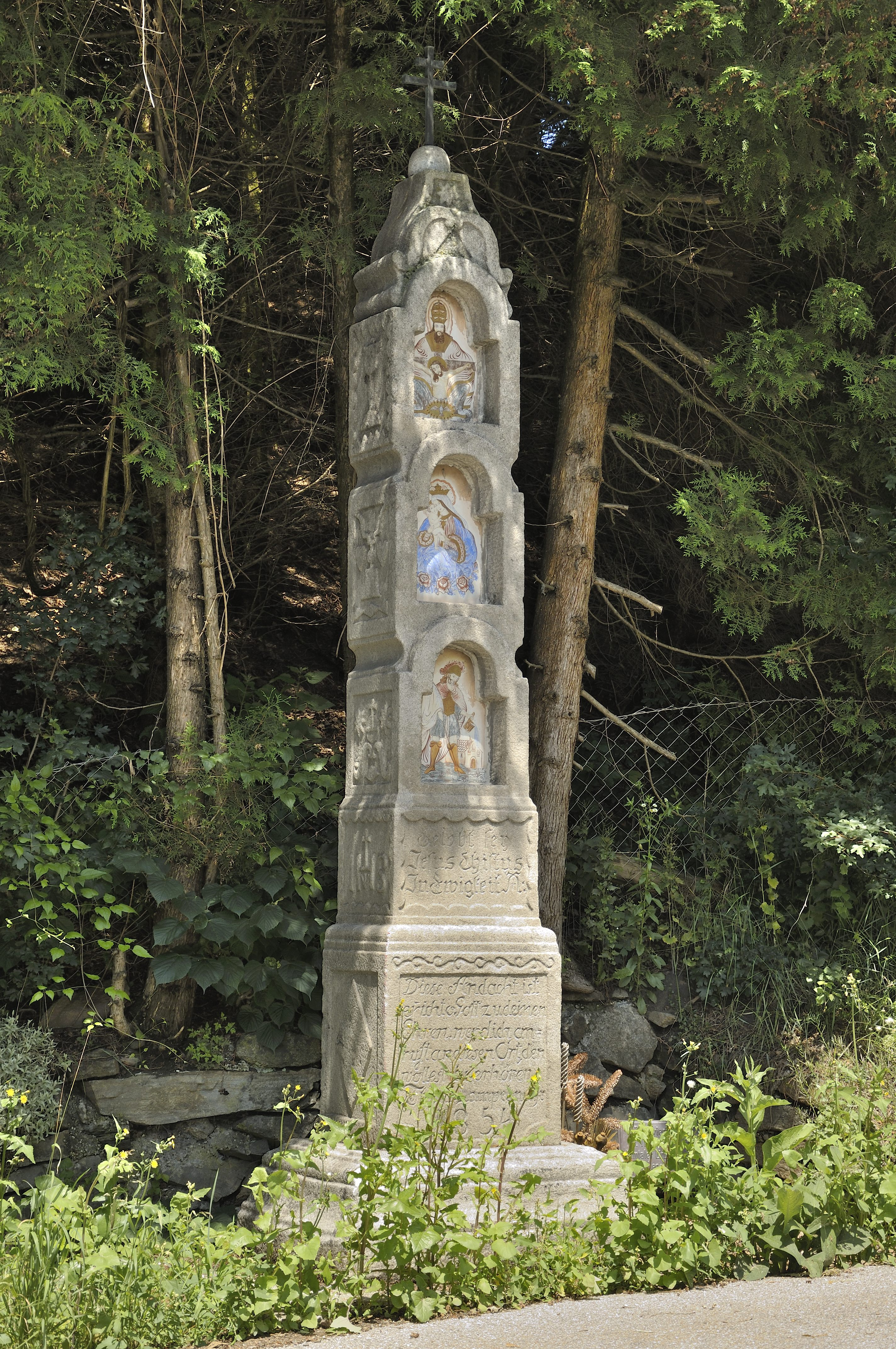
Bildstock mit der Inschrift Gelobt sei Jesus Christus.

Laudetur Jesus Christus (lateinisch für „Gelobt sei Jesus Christus“) ist eine Begrüßung unter Katholiken. Die Antwort auf diesen Gruß lautet: In aeternum. Amen. („In Ewigkeit. Amen.“).
Eine andere Form der Antwort auf Laudetur Jesus Christus war früher per omnia saecula saeculorum („von nun an bis in Ewigkeit“), worauf der Grüßende Amen erwiderte. Dieser Gruß galt vor allem den Priestern.
Laudetur Jesus Christus ist auch der Wahlspruch von Radio Vatikan. Ferner wird es traditionell, noch nach dem Kreuzzeichen, zum Abschluss von privaten Gebeten gesprochen.